# Погроминский сельсовет
Погроминский сельсовет — сельское поселение в Тоцком районе Оренбургской области Российской Федерации.
Административный центр — село Погромное.

## История
Статус и границы сельского поселения установлены Законом Оренбургской области от 2 сентября 2004 года № 1424/211-III-ОЗ «О наделении муниципальных образований Оренбургской области статусом муниципального района, городского округа, городского поселения, установлении и изменении границ муниципальных образований».

## Население
| 2010  | 2012  | 2013  | 2014  | 2015  | 2016  | 2017  |
| ----- | ----- | ----- | ----- | ----- | ----- | ----- |
| 1239  | ↘1203 | ↘1188 | ↗1206 | ↘1164 | ↘1141 | ↘1096 |
| 2018  | 2019  | 2020  | 2021  |       |       |       |
| ↘1071 | ↘1042 | ↘1018 | ↘1005 |       |       |       |

## Состав сельского поселения
| № | Населённый пункт | Тип населённого пункта       | Население |
| - | ---------------- | ---------------------------- | --------- |
| 1 | Воробьёвка       | село                         | 0         |
| 2 | Жидиловка        | село                         | 276       |
| 3 | Погромное        | село, административный центр | 702       |
| 4 | Погромное        | железнодорожная станция      | 261       |